# Maria Eulália de Macedo
Maria Eulália van Zeller de Macedo da Cunha Coutinho (Amarante, 21 de março de 1921 - 4 de dezembro de 2011), conhecida como Maria Eulália de Macedo foi uma escritora, poetisa e pedagoga portuguesa.

## Biografia
Maria Eulália Macedo nasceu na freguesia de São Gonçalo em Amarante, filha de Luiz de Macedo da Cunha Coutinho e de Maria Emília de Clamouse Browne van Zeller, a mais nova de nove irmãos. Desde pequena conviveu com escritores como Teixeira de Pascoaes e Alexandre Pinheiro Torres e artistas como João de Vasconcelos.
Estuda no Instituto Francês do Porto e depois na Faculdade de Letras da Universidade do Porto. Ensina a partir de 1965 na Escola Comercial e Industrial de Amarante (renomeada de escola Básica de S. Gonçalo - Roçadas) e desde 1968 na Escola Preparatória de Amarante (então chamada de Escola Preparatória Teixeira de Pascoaes), a disciplina de Educação Moral e Religiosa. Aposenta-se em 1988.
Em 1968 recebe o Prémio de Manuscritos de Poesia do Secretariado Nacional de Informação pela obra que será o seu primeiro livro, Construção no Vento Norte, enviado por Maria Ondina Braga enquanto manuscrito para esse concurso. Em 1970 publicaria o segundo livro, Raízes, na Sociedade de Expansão Cultural, e em 1971, Histórias de Poucas Palavras (pela editora Ática), um livro de contos e novelas. Em 1994 publica As Moradas Terrenas em edição de autor feita a partir da sua correspondência com Maria Cecília Correia.
A 23 de março de 2010 inaugura-se em Amarante a Biblioteca Escolar Maria Eulália de Macedo.
Morre em 2011 depois da deterioração da sua saúde devido a uma queda.

## Obras publicadas
- Construção no Vento Norte (1968)
- Raízes (1970)
- Histórias de Poucas Palavras (1971)
- As Moradas Terrenas (1995)
- O Meu Chão é de Vertigem [obra completa] (2021)